# Província de Taourirt
La província de Taourirt (àrab: إقليم تاوْريرت, iqlīm Tāwrīrt; amazic estàndard marroquí: ⵜⴰⵙⴳⴰ ⵏ ⵜⴰⵡⵔⵉⵔⵜ, tasga n Tawrirt) és una de les províncies del Marroc, fins 2015 part de la regió de L'Oriental  i actualment de la nova regió de L'Oriental. Té una superfície de 8.541 km² i 276.672 habitants censats en 2004. La capital és Taourirt. Limita al nord amb les províncies de Nador i de Berkane, a l'est amb la prefectura d'Oujda-Angad i la província de Jerada, al sud amb les províncies de Figuig i de Boulemane (regió de Fes-Meknès) i a l'oest amb la província de Guercif.

## Divisió administrativa
La província de Taourirt consta de 3 municipis i 11 comunes:
| Nom                   | Codi geogràfic | Tipus        | Habitatges | Població | Estrangers | Locals | Notes |
| --------------------- | -------------- | ------------ | ---------- | -------- | ---------- | ------ | ----- |
| Debdou                | 533.01.13.     | Municipi     | 908        | 4540     | 7          | 4533   |       |
| El Aioun Sidi Mellouk | 533.01.15.     | Municipi     | 6379       | 34767    | 53         | 34714  |       |
| Taourirt              | 533.01.33.     | Municipi     | 14613      | 80024    | 104        | 79920  |       |
| El Atef               | 533.03.05.     | Comuna rural | 350        | 2471     | 0          | 2471   |       |
| Oulad M'Hammed        | 533.03.15.     | Comuna rural | 326        | 2174     | 0          | 2174   |       |
| Sidi Ali Belkassem    | 533.03.17.     | Comuna rural | 1865       | 13919    | 1          | 13918  |       |
| Sidi Lahsen           | 533.03.19.     | Comuna rural | 1302       | 9759     | 5          | 9754   |       |
| Ain Lehjer            | 533.07.03.     | Comuna rural | 1443       | 9210     | 4          | 9206   |       |
| Mechraa Hammadi       | 533.07.09.     | Comuna rural | 1150       | 7435     | 1          | 7434   |       |
| Mestegmer             | 533.07.13.     | Comuna rural | 1094       | 6378     | 1          | 6377   |       |
| Tancherfi             | 533.07.21.     | Comuna rural | 1088       | 7452     | 0          | 7452   |       |
| Ahl Oued Za           | 533.09.01.     | Comuna rural | 2161       | 14202    | 5          | 14197  |       |
| Gteter                | 533.09.07.     | Comuna rural | 946        | 6732     | 0          | 6732   |       |
| Melg El Ouidane       | 533.09.11.     | Comuna rural | 1251       | 7699     | 1          | 7698   |       |